# Lorna Forde
Lorna C. Forde-Mitchell (24 juni 1952) is een voormalig atlete uit Barbados, die uitkwam op de sprintafstanden. Tweemaal nam ze deel aan de Olympische Spelen (1972 en 1976), maar in beide gevallen bleef ze zonder medailles. 

## Loopbaan
Forde won de bronzen medaille op de 400 m en eindigde als zevende op de 200 m bij de Pan-Amerikaanse Spelen 1975. Drie jaar eerder, op de Olympische Spelen van München, had zij behoord tot de eerste Barbadiaanse sportvrouwen die aan de Spelen hadden deelgenomen.
Haar beste olympische prestaties leverde zij op de Olympische Spelen van 1976 in Montreal, waar zij tevens de vlaggendrager van haar vaderland was bij openingsceremonie.
In de Verenigde Staten stond Forde tussen 1975 en 1981 bij de Amerikaanse kampioenschappen regelmatig op het podium van haar favoriete afstand, de 400 m. Twee keer werd zij hier kampioene, in 1978 in een tijd van 51,04 s, een toernooirecord evenals een nationaal record tot het werd gebroken door Sada Williams (50.11 in 2021).

## Titels
- Centraal-Amerikaans en Caribisch kampioene 200 m - 1975
- Amerikaans kampioene 400 m - 1976, 1978

## Persoonlijke records
Outdoor
| Onderdeel | Prestatie    | Datum         | Plaats      |
| --------- | ------------ | ------------- | ----------- |
| 100 m     | 11,57 s      |               |             |
| 200 m     | 23,30 s      | 10 juni 1978  | Los Angeles |
| 400 m     | 51,04 s (NR) | 10 juni 1978  | Los Angeles |
| 800 m     | 2.06,8       | 15 april 1978 | Knoxville   |

Indoor
| Onderdeel | Prestatie      | Datum           | Plaats     |
| --------- | -------------- | --------------- | ---------- |
| 600 m     | 1.29,95        | 7 februari 1982 | Sherbrooke |
| 800 m     | 2.06,5 (ex-NR) | 28 januari 1977 | New York   |

## Palmares

### 100 m
- 1976: 7e in serie OS - 12,02 s

### 200 m
- 1975:  Centraal-Amerikaanse en Caribische kamp. - 24,3 s

### 400 m
- 1973:  Centraal-Amerikaanse en Caribische kamp. - 54,9 s
- 1975:  Centraal-Amerikaanse en Caribische kamp. - 55,1 s
- 1975:  Pan-Amerikaanse Spelen - 52,36 s
- 1975:  Amerikaanse kamp. - 52,6 s
- 1976:  Amerikaanse kamp. - 52,30 s
- 1976: 4e in ¼ fin. OS - 53,62 s
- 1977:  Amerikaanse kamp. - 52,00 s
- 1978:  Amerikaanse kamp. - 51,04 s (NR)
- 1979: 5e Amerikaanse kamp. - 53,42 s
- 1981:  Amerikaanse kamp. - 52,87 s

### 4 x 400 m
- 1972: 7e in serie OS - 3.44,45
- 1981: 5e Wereldbeker te Rome - 3.30,72